# 来島

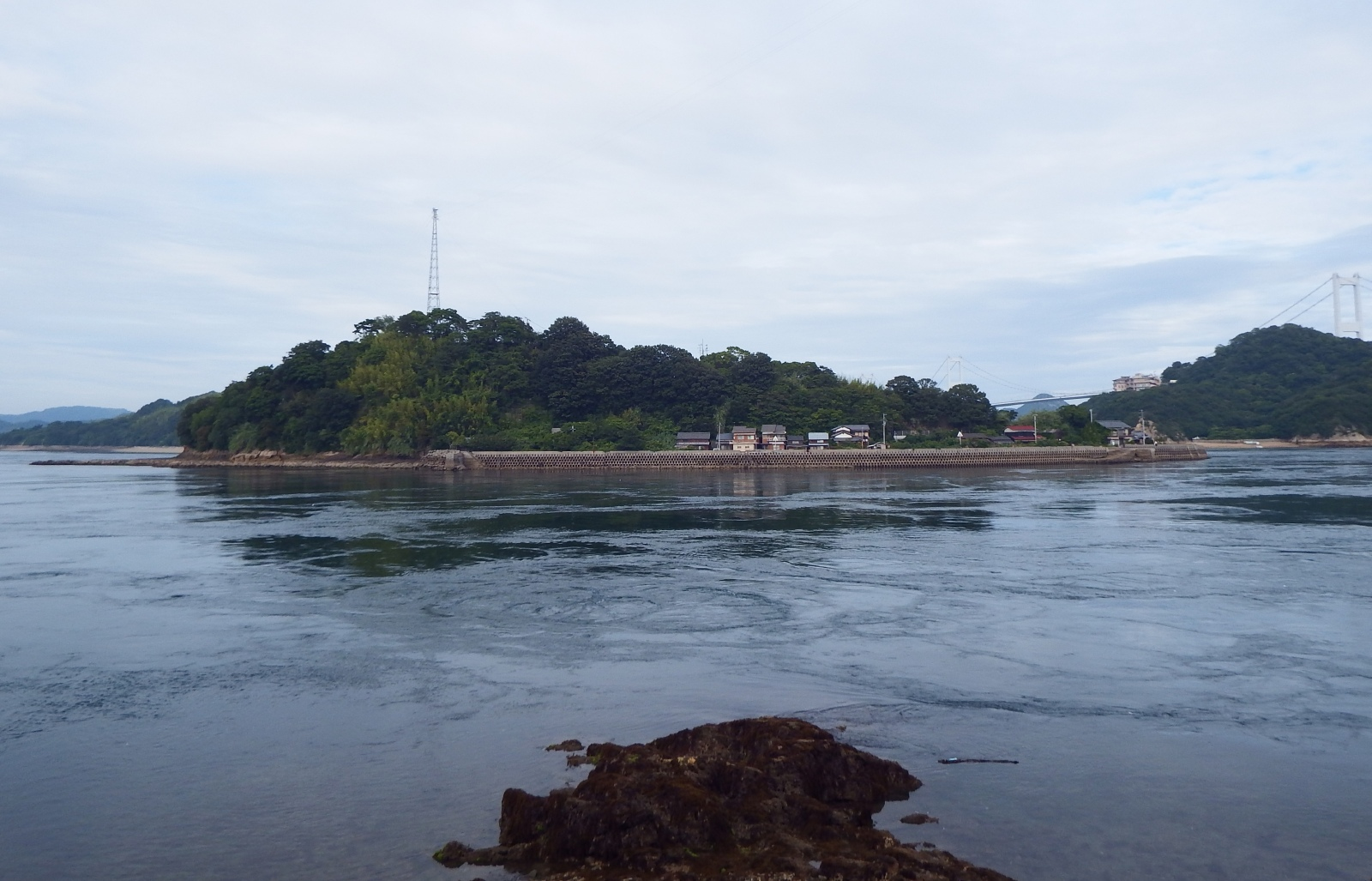
対岸より

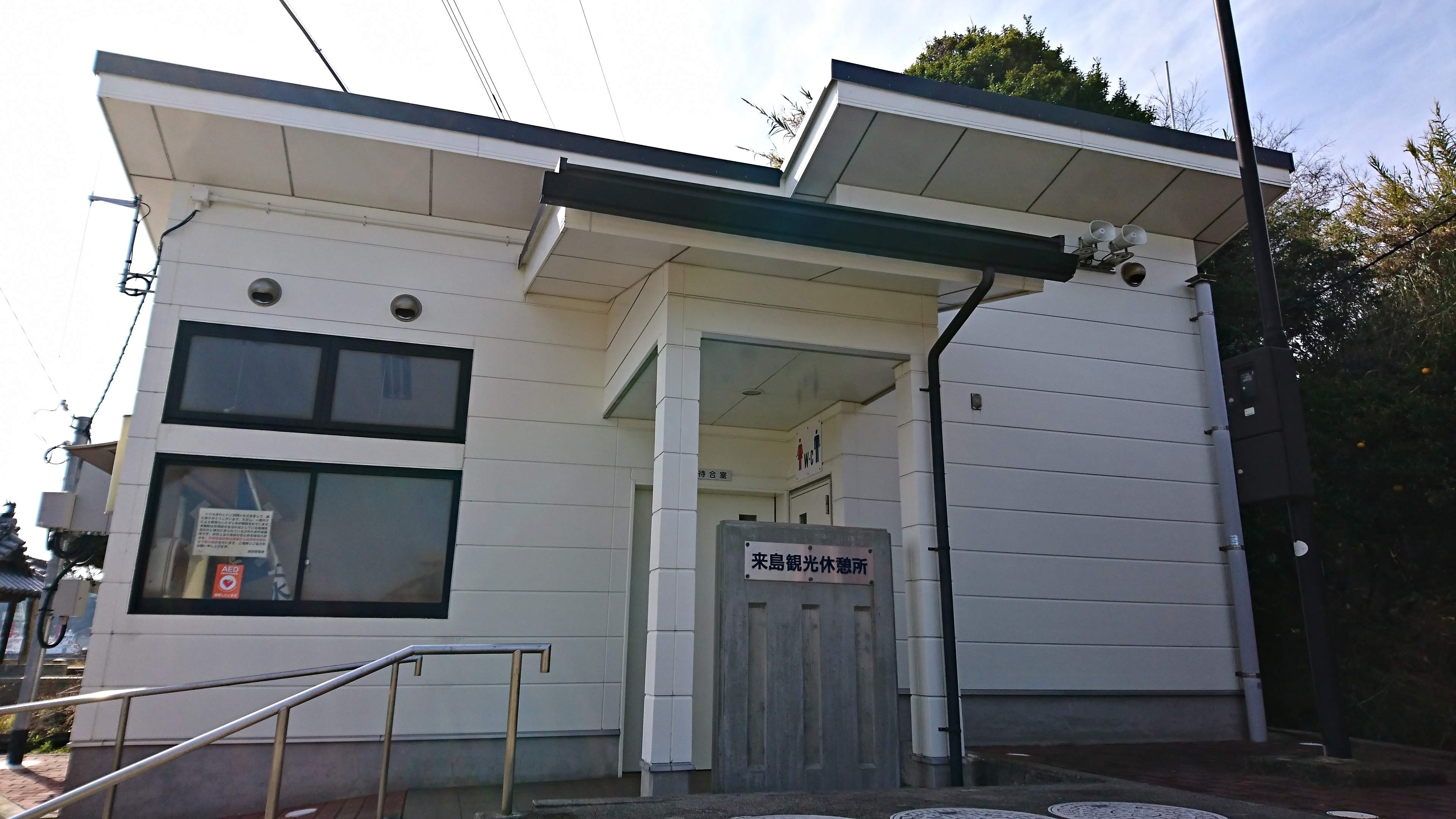
来島港待合室

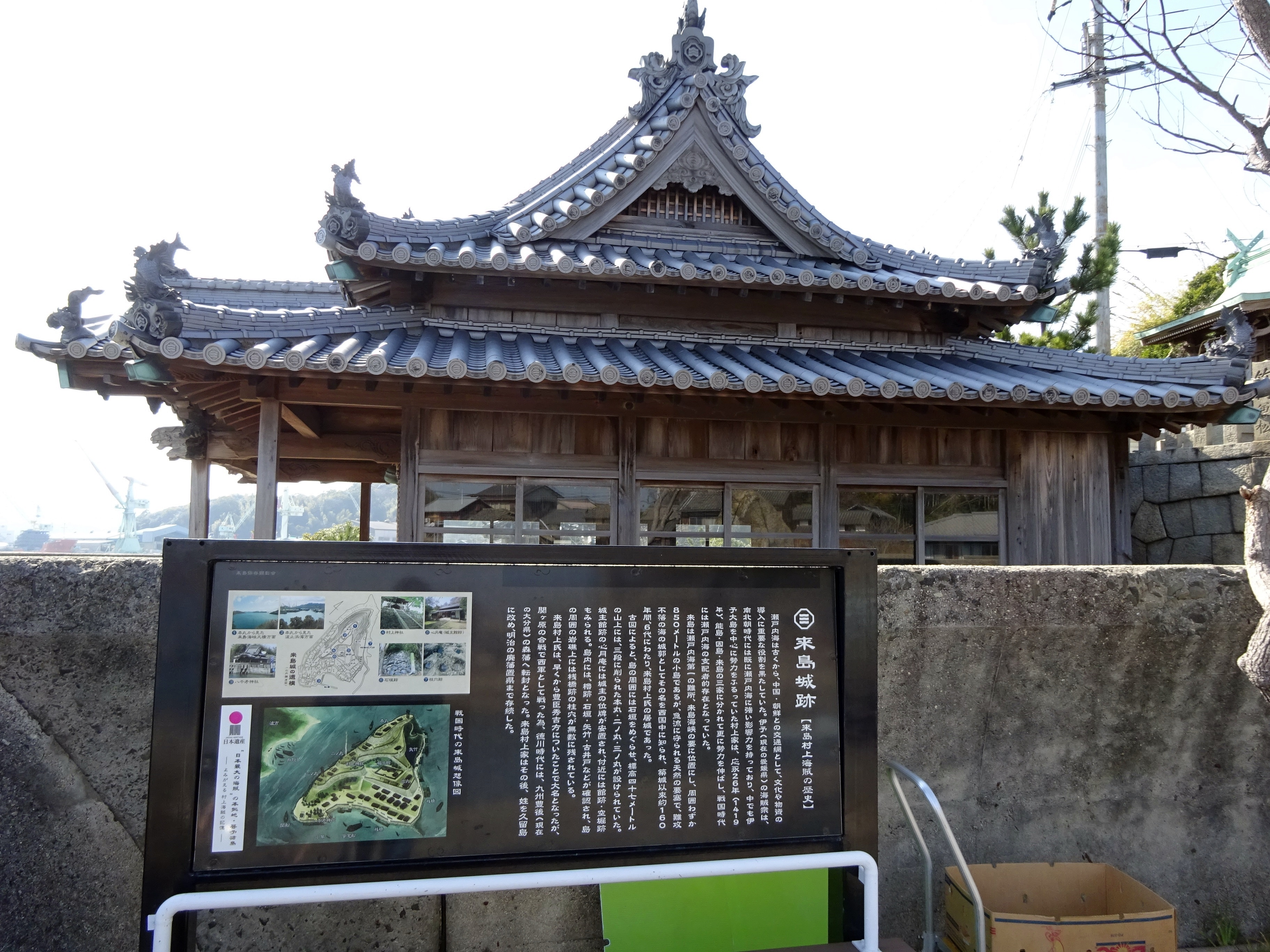
八千矛神社（来島）

来島（くるしま）は、愛媛県今治市の来島海峡の西側、波止浜湾の入り口、四国から沖合い240mに位置する有人島である。芸予諸島の一部（来島群島）をなし、面積0.04km2。島の中央に標高47mの小山があり、かつては来島城もあった。島の南東に来島漁港と集落がある。来島海峡は潮流が速く、潮向も複雑なことからきた「狂う潮」が訛り、「くるしま」となったといわれている。住所表記上は、近傍の小島（おしま）も含まれる。

## 島の歴史
能島、因島と並び、村上水軍の根拠地として知られる。来島村上水軍は、関ヶ原の戦いで西軍につき、豊後の森に転封されるまで、6代、約160年の間、この島に本城を置いた。近傍の小島（おしま）に枝城を築き、来島海峡を行き交う船舶に睨みを利かせていた。時代は下り、波止浜に塩田が築かれると、来島は塩買船や回船の集まる港町として繁栄した。来島、波止浜、波方（なみかた）には多くの船主が居て海運業が栄えた。菊間の瓦製造と結びついた瓦船、泥船、また北九州や宇部の石炭を阪神地方へと運ぶ石炭船が頻繁に行き来するようになった。海事都市をめざす今治市のルーツともいえる地である。
今日では漁業を中心とした島となっている。言い伝えによると、神の島として犬猫の四足のものを忌み、祭りの獅子さえ出さなかったとされる。
なお、来島城は現存せず、過去何回か調査が行われている。

## 社会
- 1995年国勢調査 22世帯、人口49人
- 2000年国勢調査 19世帯、人口38人
- 2007年1月31日現在 17世帯、人口34人（住民基本台帳）

行政区画
明治22年の来島村ほか3村の合併で波止浜村、明治29年越智郡に所属、同41年波止浜町（町制施行）、昭和30年今治市に編入

## 交通
来島漁港
- 有限会社くるしま
  - 波止浜港へ所要5分。9便／日。
  - 近傍の小島（おしま）・馬島（うましま）にも寄港する。